# Parc national Fossil
Le parc national Fossil est situé dans l'État du Madhya Pradesh en Inde. On y trouve de nombreuses plantes fossilisées.